# Zlătari (okręg Bacău)
Zlătari – wieś w Rumunii, w okręgu Bacău, w gminie Ungureni. W 2011 roku liczyła 191 mieszkańców.